# Hum (Croacia)
Hum (en italiano: Colmo; en alemán: Cholm) es un pueblo ubicado en la zona centro de Istria, noroeste de Croatia, a 7 km de Roč. La elevación es de 349 m. Ostenta el récord de ser la ciudad más pequeña del mundo.
Tiene una población de 28 personas (censo 2022), pero es oficialmente un pueblo. Su censo en 2017 era de 414 personas.

## Historia

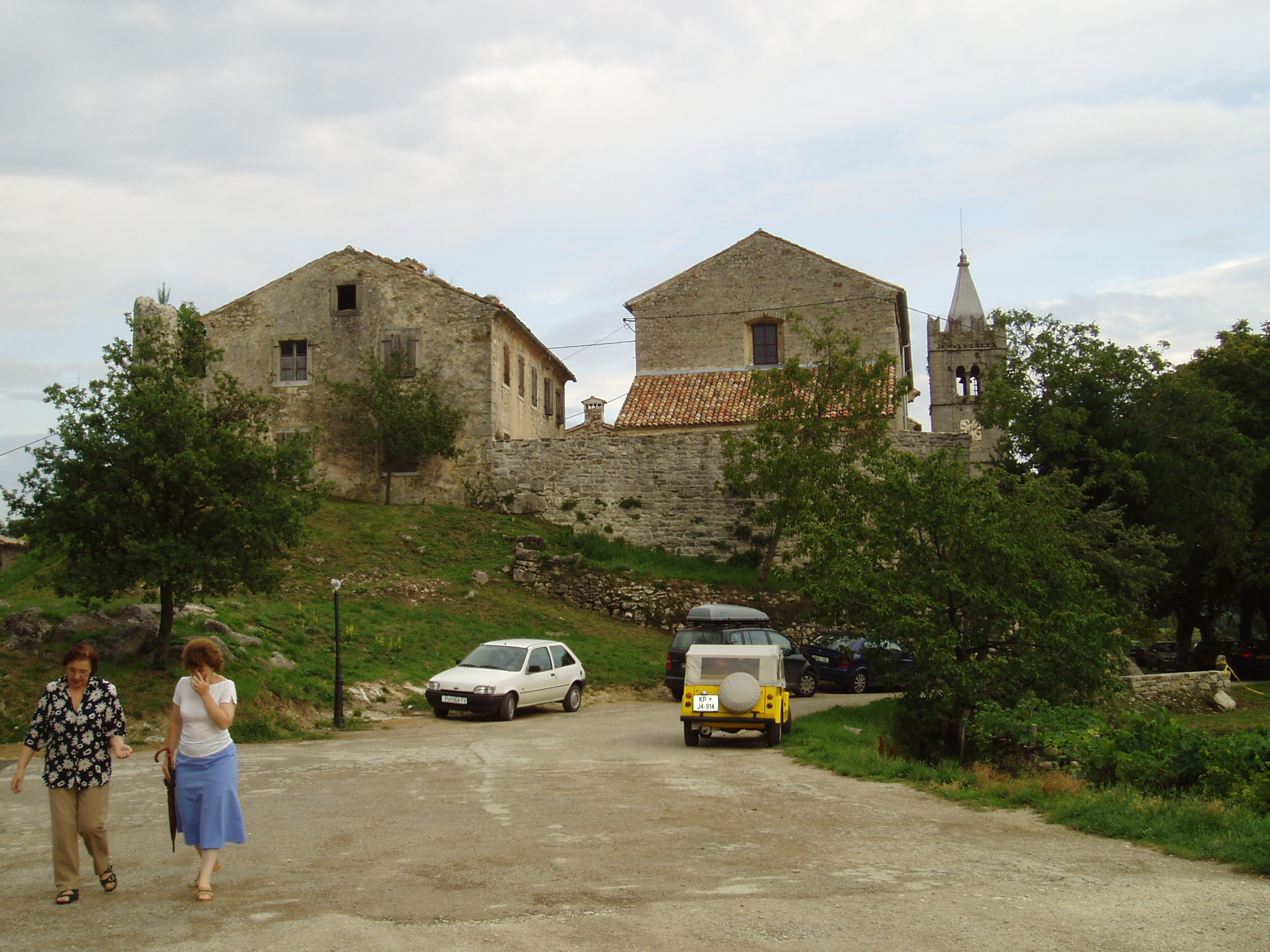
Hum

Es la ciudad más pequeña del mundo. En su lado occidental de la ciudad, está rodeado por muros y en los lados restantes las casas están construidas en murallas defensivas. Esto fue mencionado por primera vez en documentos que datan de 1102, momento en el que se llamaba Cholm es derivado del nombre italiano Colmo. Un campanario y el la torre reloj fueron construidas en 1552 como parte de las defensas del pueblo junto a la galería de la ciudad. La actual iglesia Parish de San Jerome (Sveti Jeromim) de fachada clásica fue construida en 1802 en el lado de la iglesia anterior por un maestro local llamado Juraj Gržinič.
Los "escritos en el muro Glagolítica de Hum" se conservan en la iglesia, escrito en el período formativo de Glagolítica (segunda mitad del siglo XII) es uno de los ejemplos más antiguos de la cultura literaría Glagolítico Croata en la Edad Media. El museo del pueblo muestra algunos escritos Glagolíticos.

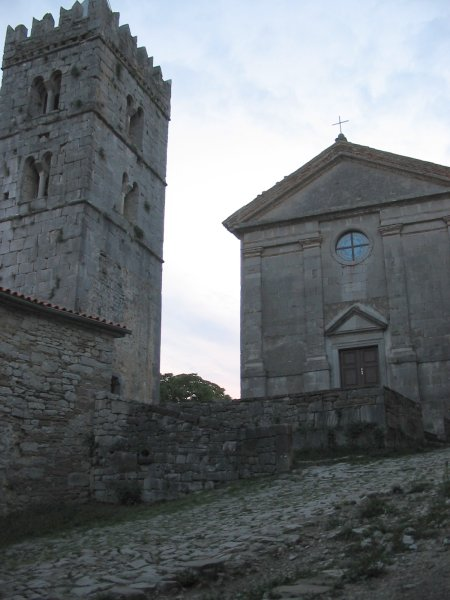
Iglesia Parish de St. Jerome
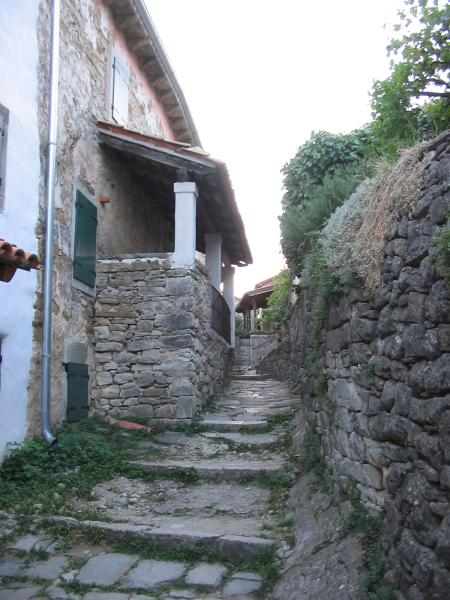
Hum - enumerado oficialmente como la ciudad más pequeña del mundo (técnicamente falso)
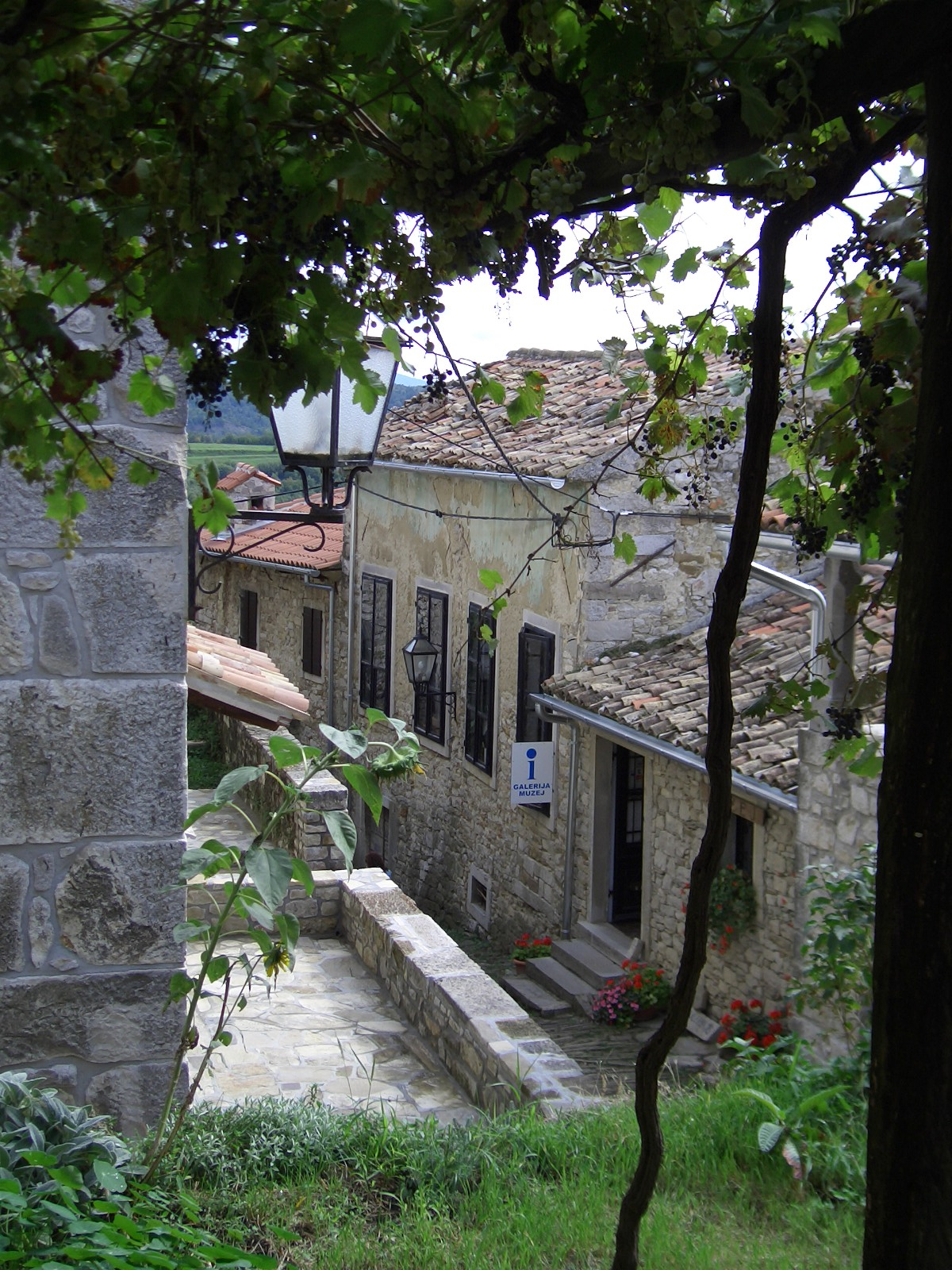
Calle típica de Hum
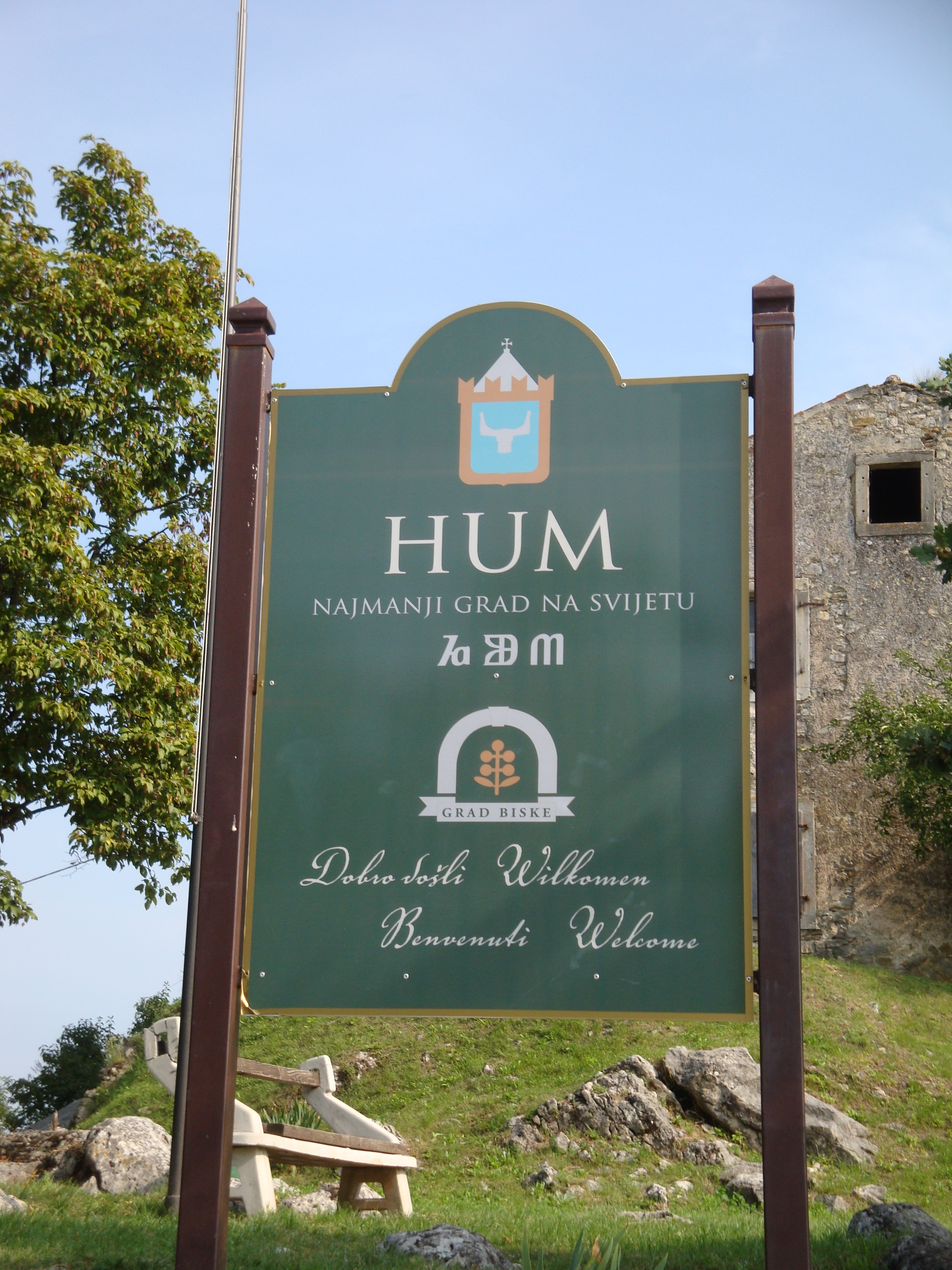
Hum